# Livartzi
Livartzi este un oraș în Grecia în prefectura Ahaia.